# Fresnes-en-Saulnois
Fresnes-en-Saulnois là một xã trong vùng Grand Est, thuộc tỉnh Moselle, quận Château-Salins, tổng Château-Salins. Tọa độ địa lý của xã là 48° 50' vĩ độ bắc, 06° 26' kinh độ đông. Fresnes-en-Saulnois có điểm thấp nhất là 243 mét và điểm cao nhất là 336 mét. Xã có diện tích 12,89 km², dân số vào thời điểm 2005 là 165 người; mật độ dân số là 13,2 người/km². Xã thuộc Pháp từ năm 1766.

## Thông tin nhân khẩu
| 1962 | 1968 | 1975 | 1982 | 1990 | 1999 |
| ---- | ---- | ---- | ---- | ---- | ---- |
| 192  | 200  | 184  | 172  | 175  | 178  |